# 碎片化
在数据存储领域中，碎片化（英語：fragmentation）是指存储空间使用效率低下，结果导致功能、运行效率变低或二者兼而有之的现象。碎片化所造成的影响取决于具体的存储系统以及碎片化的种类。大部分情况下，碎片化都会导致存储空间的浪费，此时“碎片”一词亦可指代闲置的空间本身。对于其他的一些系统来说（比如FAT文件系统），数据量一定的前提下，用于存储数据所占的存储空间是一定的，和碎片化的程度无关。
碎片化分为三种互相相关的形式：外部碎片化、内部碎片化和数据碎片化，这三种既可单独存在，也可能共存。有时人们为了节省时间，会允许程序进行碎片化。此外，处理器有时也会出现类似于碎片化的现象。

## 种类

### 内部碎片
当一个进程装入到固定大小的分割块（比如页）时，假如进程所需空间小于分割块，则分割块的剩余的空间将无法被系统使用，称为内部碎片（internal fragmentation）。

### 外部碎片
当空闲内存被分成小区块，分别为不同的进程所使用时，便会出现外部碎片（external fragmentation）。这种情况下，虽然空闲空间足够大，但是程序没法使用，因为剩余空间被分成了大大小小的区块，没有一块能够大到程序可以使用。